# Schwabbruck
Schwabbruck è un comune tedesco di 922 abitanti, situato nel land della Baviera.